# Deutzia multiradiata
Deutzia multiradiata är en hortensiaväxtart som beskrevs av Wen Tsai Wang. Deutzia multiradiata ingår i släktet deutzior, och familjen hortensiaväxter. Inga underarter finns listade i Catalogue of Life.